# Reventin-Vaugris
Reventin-Vaugris [ʁəvɑ̃tɛ̃ voɡʁi] est une commune française située dans le département de l'Isère (38) en région Auvergne-Rhône-Alpes. 

## Géographie

### Localisation

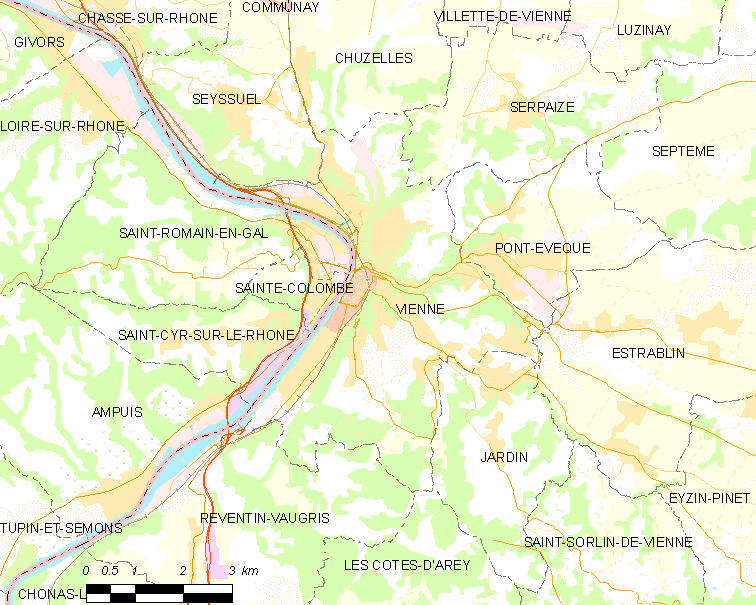
Carte de Reventin-Vaugris et de ses communes limitrophes.

Reventin-Vaugris est une commune située au sud-est de la France, au bord du Rhône, dans le département de l'Isère en région Auvergne-Rhône-Alpes.

### Communes limitrophes
Le territoire de la commune est limitrophe de ceux de sept autres communes :

### Géologie et relief
La superficie de la commune est de 1 840 hectares ; son altitude varie de 141  à   404 mètres.
L'ancienne mine de zinc de la Poype est un site géologique remarquable de 14,94 hectares situé sur les territoires des communes de Reventin-Vaugris et de Vienne (au lieu-dit la Poype). En 2014, elle est classée « une étoile » à l'inventaire du patrimoine géologique.

### Climat
Pour des articles plus généraux, voir Climat d'Auvergne-Rhône-Alpes et Climat de l'Isère.
En 2010, le climat de la commune est de type climat océanique altéré, selon une étude du Centre national de la recherche scientifique s'appuyant sur une série de données couvrant la période 1971-2000. En 2020, Météo-France publie une typologie des climats de la France métropolitaine dans laquelle la commune est dans une zone de transition entre le climat semi-continental et le climat de montagne et est dans une zone de transition entre les régions climatiques « Moyenne vallée du Rhône » et « Nord-est du Massif Central ».
Pour la période 1971-2000, la température annuelle moyenne est de 11,6 °C, avec une amplitude thermique annuelle de 17,8 °C. Le cumul annuel moyen de précipitations est de 841 mm, avec 8,9 jours de précipitations en janvier et 6,2 jours en juillet. Pour la période 1991-2020, la température moyenne annuelle observée sur la station météorologique installée sur la commune est de 12,9 °C et le cumul annuel moyen de précipitations est de 775,7 mm,. Pour l'avenir, les paramètres climatiques de la commune estimés pour 2050 selon différents scénarios d'émission de gaz à effet de serre sont consultables sur un site dédié publié par Météo-France en novembre 2022.
| Mois                                  | jan.          | fév.           | mars          | avril         | mai           | juin          | jui.         | août          | sep.          | oct.          | nov.          | déc.           | année      |
| ------------------------------------- | ------------- | -------------- | ------------- | ------------- | ------------- | ------------- | ------------ | ------------- | ------------- | ------------- | ------------- | -------------- | ---------- |
| Température minimale moyenne (°C)     | 1,2           | 1,3            | 4             | 7,4           | 10,5          | 14,4          | 16,4         | 15,7          | 12,7          | 9,6           | 5,2           | 1,8            | 8,3        |
| Température moyenne (°C)              | 4             | 4,9            | 8,7           | 12,7          | 15,9          | 20,3          | 22,6         | 21,7          | 18,1          | 13,7          | 8,2           | 4,4            | 12,9       |
| Température maximale moyenne (°C)     | 6,7           | 8,6            | 13,4          | 18,1          | 21,4          | 26,2          | 28,8         | 27,7          | 23,5          | 17,8          | 11,2          | 7,1            | 17,5       |
| Record de froid (°C) date du record   | −8,1 30.01.05 | −11,8 05.02.12 | −9,3 01.03.05 | −3,3 08.04.21 | 2,6 05.05.19  | 6 02.06.06    | 9,8 10.07.07 | 9 27.08.18    | 2 27.09.10    | −2 28.10.10   | −5,7 18.11.07 | −11,1 30.12.05 | −11,8 2012 |
| Record de chaleur (°C) date du record | 17,9 10.01.15 | 21,2 24.02.21  | 25,2 31.03.21 | 28,5 21.04.18 | 33,6 24.05.09 | 38,3 18.06.22 | 40 24.07.19  | 41,2 24.08.23 | 34,2 14.09.20 | 29,4 09.10.23 | 21 03.11.05   | 18,2 17.12.19  | 41,2 2023  |
| Précipitations (mm)                   | 51,7          | 44,7           | 46,4          | 64,8          | 76,9          | 59,8          | 62,6         | 66,7          | 62,4          | 94,5          | 91,3          | 53,9           | 775,7      |

### Hydrographie

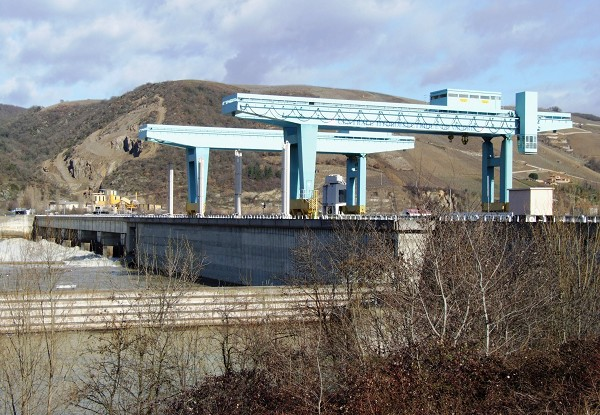
Barrage hydro-électrique de Vaugris.

Le Rhône borde le territoire de Reventin-Vaugris et forme la limite entre la commune de Reventin-Vaugris et celle d'Ampuis située dans le département du Rhône. Le barrage hydro-électrique de Vaugris a été construit en 1980 par la Compagnie Nationale du Rhône.

### Voies de communication et transports

#### Voies routières

##### L'autoroute A7
Reventin-Vaugris est coupée en deux par l'autoroute A7 à destination de Lyon au nord, et à destination de Marseille au sud. Un projet de demi échangeur payant est à l'étude : situé entièrement sur le territoire de la commune de Reventin-Vaugris entre l'aérodrome de Reventin et la barrière de péage de Reventin. Ce projet fait l'objet d'une vive contestation de la part des riverains, ce qui a conduit aux élections municipales de 2017.

##### La nationale 7
En dehors de l'autoroute A7, Reventin-Vaugris est traversée par la Route nationale 7.

#### Voies ferroviaires
Reventin-Vaugris ne possède plus de gare depuis la fermeture de la gare SNCF de Vaugris. La réouverture de la gare refait régulièrement surface dans des programmes électoraux. La réouverture aux passagers est prévue avant 2030, avec la création d'un parking de 250 places (le projet en est au stade de la négociation foncière).

La gare de Vienne est la gare la plus proche de Reventin-Vaugris.

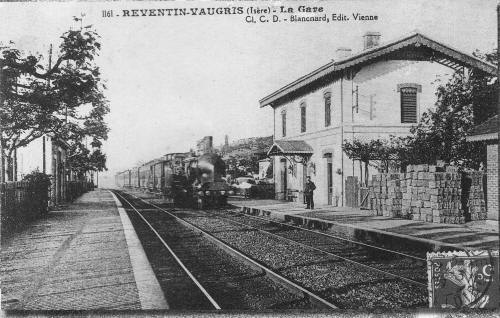
La gare de Vaugris en 1900.

#### Voies aériennes
Reventin-Vaugris est dotée d'un aérodrome géré par la chambre de commerce et d'industrie Nord-Isère. L'aérodrome de Reventin situé entièrement sur le territoire de la commune de Reventin-Vaugris a été implanté dès 1934. Il est principalement utilisé pour la pratique d’activités de loisirs et de tourisme.
L'aéroport commercial le plus proche est l'aéroport de Lyon-Saint-Exupéry situé à 45 km environ.

## Urbanisme

### Typologie
Au 1er janvier 2024, Reventin-Vaugris est catégorisée commune rurale à habitat dispersé, selon la nouvelle grille communale de densité à sept niveaux définie par l'Insee en 2022.
Elle appartient à l'unité urbaine de Vienne, une agglomération inter-départementale regroupant 25  communes, dont elle est une commune de la banlieue,,. Par ailleurs la commune fait partie de l'aire d'attraction de Lyon, dont elle est une commune de la couronne,. Cette aire, qui regroupe 397 communes, est catégorisée dans les aires de 700 000 habitants ou plus (hors Paris),.

### Occupation des sols
L'occupation des sols de la commune, telle qu'elle ressort de la base de données européenne d’occupation biophysique des sols Corine Land Cover (CLC), est marquée par l'importance des territoires agricoles (56,1 % en 2018), en diminution par rapport à 1990 (58,1 %). La répartition détaillée en 2018 est la suivante :
forêts (27,6 %), zones agricoles hétérogènes (24,6 %), terres arables (23,5 %), prairies (8 %), zones industrielles ou commerciales et réseaux de communication (6,2 %), eaux continentales (3,9 %), zones urbanisées (3,7 %), espaces verts artificialisés, non agricoles (1,9 %), milieux à végétation arbustive et/ou herbacée (0,6 %). L'évolution de l’occupation des sols de la commune et de ses infrastructures peut être observée sur les différentes représentations cartographiques du territoire : la carte de Cassini (XVIIIe siècle), la carte d'état-major (1820-1866) et les cartes ou photos aériennes de l'IGN pour la période actuelle (1950 à aujourd'hui).

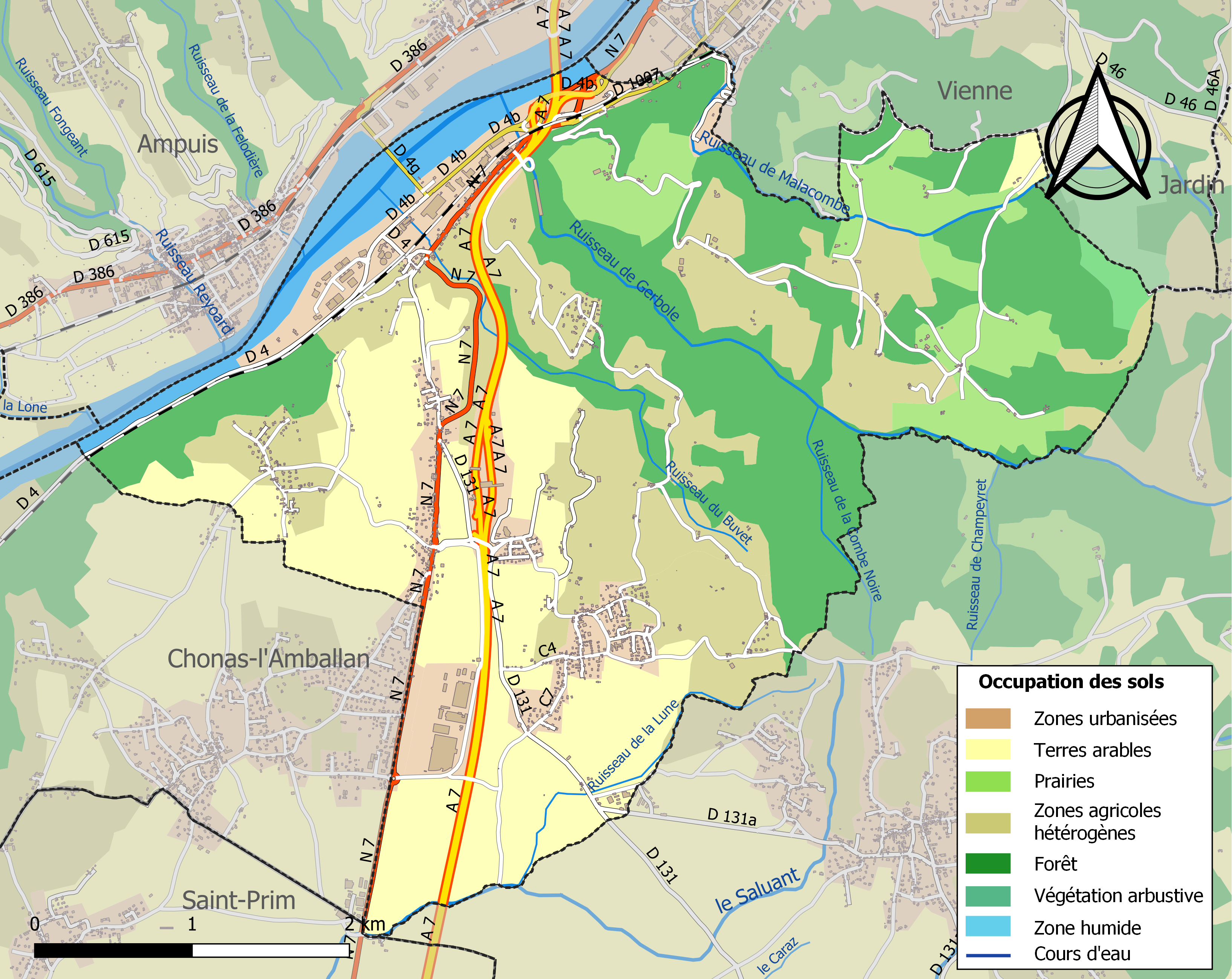
Carte des infrastructures et de l'occupation des sols de la commune en 2018 (CLC).
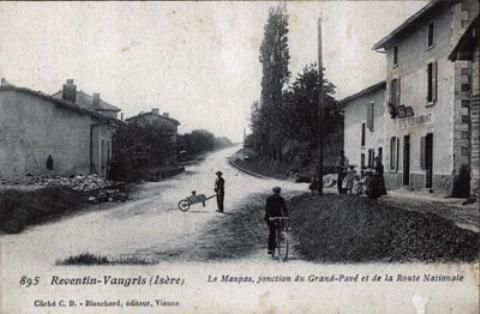
Le Grand Chemin vers 1910.

### Risques naturels et technologiques majeurs

#### Risques sismiques
L'ensemble du territoire de la commune Reventin-Vaugris est situé en zone de sismicité no 3 (sur une échelle de 1 à 5), comme la plupart des communes de son secteur géographique.
| Type de zone | Niveau            | Définitions (bâtiment à risque normal) |
| ------------ | ----------------- | -------------------------------------- |
| Zone 3       | Sismicité modérée | accélération = 1,1 m/s2                |

## Toponymie
Le nom de Reventin vient du latin Repentinum provenant du nom d'un aristocrate Gallo-Romain. Habitant à Vienne, Quintus Licinius Repentinus possédait un grand domaine d'exploitation agricole (villa) à l'endroit du village de Reventin-Vaugris,. Une épitaphe datant du Ier siècle après J.-C. (de la période du Principat entre 4 et 14), conservée au musée de Vienne, montre la renommée de Licinius Repentinus. Les pierres gallo-romaines retrouvées sur les terres de La Conche indiquent qu'il est possible que la villa de Repentinus se situait sur le lieu de construction de la maison forte par Auguste Fornier au début du XIXe siècle.
À Vienne est conservée une inscription fragmentaire, en l’honneur des empereurs Auguste et Tibère, signé par Licinius Repentinus :
[Imp(eratori) Caes(ari), diui ?] f(ilio), Augus[to--- ?]
[--- ? et Tib(erio) ? C]aesari, [Aug(usti) f(ilio) ?,--- ?] 
[--- ?. Magistr ?]i uici Rep[entini---] [---s]acrum. 
A l’empereur César Auguste (?), fils du divin, 
et à Tibère (?) César, fils d’Auguste (?)…
Les responsables du uicus Repentinus…Consacré…

## Histoire

### Antiquité
Du début de l'âge du Bronze final (1250-1100 av. J.-C.) date le trésor d'objets en bronze découvert en 1869 à la Poype-Vaugris, sur une hauteur dominant le Rhône. Il comportait 9 kg de lances, épées, faucilles, bracelets, haches et lingots presque toujours fragmentés. D'autres haches en bronze proviennent de la commune. Ces objets témoignent de l'importance de la voie de passage préhistorique le long du Rhône confirmée par les dépôts de Chasse, Ternay I et II, Vernaison,

### Moyen Âge
Pendant tout le Moyen Âge et jusqu'à la Révolution, l'Église catholique, à travers le chapitre de l'église Saint-Maurice de Vienne et l'archevêque de Vienne, garde un grand pouvoir temporel sur les terres de Reventin et de Vaugris. On retrouve de nombreuses traces de tractations commerciales et de tension juridiques entre le haut-clergé de Vienne et les seigneurs locaux.
En 1289, au concile provincial de Vienne, les terres de Reventin sont qualifiées d'alleu, c'est-à-dire sans dépendance seigneuriale. Elles sont entièrement sous la juridiction de l'Église catholique.

#### IXesiècle
Vers 875, le chapitre de l'église Saint-Maurice de Vienne acquiert une vigne et un jardin sur les terres de Reventin en échange de possessions situées près de Lyon.

#### Xesiècle
Vers 940, c'est Ratburn, vicomte de Vienne, fils de Géraud de Forez, qui donne ses possessions de la paroisse de Reventin (in Repentinis Villa) à l'église Saint-Maurice de Vienne représenté par Sobon, archevêque de Vienne.

#### XIIesiècle
Vers 1130, Hugues de Reventin abandonna tous ses droits sur la terre de Reventin et les céda à l'Église catholique via le chapitre de la l'église Saint-Maurice de Vienne. Le château de Reventin est ainsi cité comme donné à l'Église.

#### XIIIesiècle
En mai 1213, Guigues de Reventin, chevalier, et ses enfants Guigues et Arlhaud, cède moyennant finance ses droits (perception de la dîme pour 22 livres) et usages sur les terres et biens dépendants de l'église de Reventin au chapitre de l'église Saint-Maurice de Vienne via Humbert II, archevêque de Vienne.
En juin 1248, Hugues d'Anjou, chevalier, vend un bois de la paroisse de Reventin à Jean de Bernin, légat du Pape, archevêque de Vienne.
En 1289, les seigneurs Hugues de Chateauneuf et Pierre de Briort ont concédé aux obédienciers de Reventin, c'est-à-dire les religieux dépendant du chapitre de l'église Saint-Maurice de Vienne, 40 sous pour reconstruire à Reventin la maison en ruine de G. Coyndos afin qu'ils puissent y vivre à 70.

#### XIVesiècle
La juridiction des terres de Reventin est sujette à tension entre les membres du chapitre de l'église Saint-Maurice de Vienne. Ainsi, en novembre 1308, est décidé que la juridiction sera commune entre Briand de Lavieu, archevêque de Vienne et Guillaume de Clermont, doyen de l'église Saint-Maurice.
En 1309, un différend oppose le chapitre de l'église Saint-Maurice de Vienne et le noble Reynaud de Saint-Jullien. Finalement, Reynaud de Saint-Jullien doit quitter la forteresse adjacente à l'église de Reventin.
En mars 1310, le seigneur d'Hauterives fait couper une oreille à un bandit sur les terres de Reventin sur ordre du dauphin Jean II de Vienne (1280-1318), comte d'Albon. Le chapitre de l'église Saint-Maurice de Vienne à travers Briand de Lavieu, archevêque de Vienne, conteste cette justice qui usurpe ses propres droits sur des terres lui appartenant. Cet épisode s'inscrit dans le contexte du concile de Vienne convoqué par le pape Clément V en 1311. Le dauphin Jean II de Vienne contracte alors un traité d'alliance avec l'archevêque et son église s'obligeant à lui porter assistance militaire pour défendre ses droits. D'autres transactions auront lieu jusqu'en 1315 pour que le chapitre récupère tous ses droits auprès du dauphin.

#### XVesiècle
François II de Maugiron, seigneur de Leyssins était fils de François I de Maugiron, seigneur d'Ampuis, et de Claude du Clos. Il possédait des biens à Vaugris, Reventin et Vienne. Il est inscrit au nombre des nobles en 1484. François II épousa Péronnette Lyatard, fille de Guillaume Lyatard, seigneur de Leyssins, et de Jeanne de Briord. Péronnette Lyatard, issue d'une ancienne famille du Viennois, lui apporta la seigneurie de Leyssins en dot.

### Temps modernes
Plus tard, on retrouve Laurent de Maugiron, seigneur d'Ampuis, fils de Guy de Maugiron et d'Ozanne L'Hermitte, cité en 1557 comme héritiers des biens de son cousin, Guillaume IV de Maugiron, fils de François II de Maugiron, mort sans descendance.
Reventin et Vaugris sont cités comme lieux de passage du cortège funèbre de François de France, dauphin de France, duc de Bretagne. Après un arrêt au château de Diane de Poitiers, où le prince fut empoisonné, il mourut le 10 août 1536 au Château de Tournon
Le blason du village est celui de Aymar Félicien de Boffin, marquis de La Sône, seigneur de Chatte et de La Poype. Né le 8 juin 1700 à Grenoble et mort le 9 mai 1771 à Paris, il fut lieutenant général des armées du roi et lieutenant-colonel au régiment des Gardes françaises. Il épousa Marie Anne Moufle, dame de La Tuilerie. La famille de Boffin était très présente dans la région de Vienne et possédait un nombre important de seigneuries.
Aymar Félicien de Boffin descendait en ligne masculine d'une famille de marchand à Romans-sur-Isère anobli en 1554 par charge d'avocat au parlement de Grenoble. Il descendait également de Humbert Ier de Viennois par sa grand-mère paternelle.
En 1770, on retrouve le chapitre de la cathédrale Saint-Maurice de Vienne qui est cité comme seigneur et haut-justicier de la terre de Reventin.

### Révolution française et Empire
Le 21 février 1790 a lieu la naissance de la municipalité de Reventin à la suite de la convocation d'une assemblée constitutive de Philibert Magnard, bourgeois de Vienne, châtelain de la communauté de Reventin, Pierre Berton, François-Marin Benatru, Jean Guillot et Marc Charreton, tous officiers municipaux de la communauté de Reventin.
En février 1791, le curé de Reventin, Louis Berton, est nommé vicaire de l'évêque de Grenoble à la suite de la disparition de l'archidiocèse de Vienne en 1790. Il devint président du conseil épiscopal jusqu'en 1792 pendant la vacance du siège. Révolutionnaire convaincu, il abandonna la prêtrise et se maria en 1793.

### Époque contemporaine

#### Monarchie de Juillet
La commune est créée le 5 septembre 1847 par ordonnance royale de Louis-Philippe Ier qui réalisait ainsi l'union « au temporel » des communes de Reventin (784 habitants) et de Vaugris (302 habitants), déjà unies pour le « spirituel » car elles avaient l'église et le cimetière en commun.

#### 1939-1945

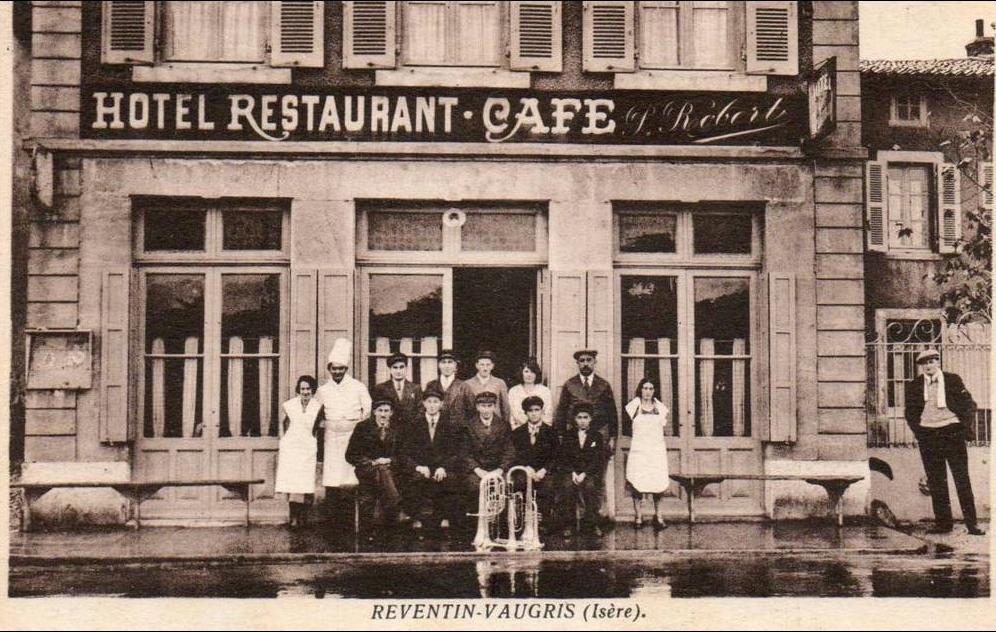
L'hôtel-restaurant au début du XXe siècle

Reventin-Vaugris a accueilli l'armée Française au début de la guerre en 1939. L'armée avait investi la bâtisse à l'entrée du village, en face du Café du Nord. Le capitaine Delisle avait son bureau dans la maison de famille de l'épicière du village. Les nombreuses fermes du village logeaient les soldats ainsi que les granges du chemin des Joncs.

##### Le "Coup de Vaugris"
Depuis le 25 juin 1944, un train allemand stationne près de la gare de Vaugris. Son chargement de carburant est destiné à l’armée de l’air allemande. Selon les témoignages, une vingtaine de soldats allemands surveillent nuit et jour le convoi et les habitants craignent à tout moment une attaque qui détruirait le quartier. Une opération de sabotage est ordonnée par Londres afin de détruire les réserves d’essence contenues dans ces wagons. L’exécution de cette mission est confiée à Raymond Basset (alias commandant Mary) qui est secondé par le colonel Gentgen.
Au matin du 23 juillet 1944, une traction noire traverse le Rhône, suivie de près par une camionnette de résistants, pour se rendre en gare de Vaugris. La camionnette s’arrête au niveau de la tête du train. Les hommes se mettent en place et ouvrent le feu à 5 h 45. L’attaque ne dure que sept minutes mais les dégâts causés sont considérables. Les citernes atteintes par les tirs s’enflamment et l’incendie se propage le long du convoi. Les soldats allemands chargés de la surveillance restent bloqués dans les wagons de marchandises sous une pluie de balles.
Des doutes ont subsisté sur le nombre de victimes allemandes de cette opération, les résistants n’ayant eu à déplorer aucun blessé. Bien qu'à cette époque la BBC ait annoncé 76 morts, le compte rendu de gendarmerie ne fait état que de trois soldats blessés. L’action d’éclat des résistants causa une perte importante à l’armée allemande, évitant aussi un bombardement aérien du quartier qui aurait coûté la vie à de nombreux civils. La plaque commémorative située devant l’école de Vaugris rappelle cette action héroïque.

#### Les trente Glorieuses
Essentiellement rurale jusque dans les années 1960, la commune s'est intégrée au district de Vienne devenu en 2002 la communauté d'agglomération du Pays Viennois, puis Vienne Condrieu Agglomération  au 1er janvier 2018. Cela a contribué à l'installation de zones économiques. La proximité de Vienne et de l'autoroute A7 qui la coupe en deux, ont conduit à un développement maîtrisé de la population.

## Politique et administration

### Administration municipale
Le nombre d'habitants au dernier recensement étant compris entre 1 500 et 2 499, le nombre de membres du conseil municipal est de 19.

### Liste des maires
La liste des maires de la commune est connue à travers les actes d'état civil des deux communes Reventin, Vaugris puis de la commune fusionnée Reventin-Vaugris.

#### Liste des maires de Reventin de 1790 à 1848
| Période | Période | Identité             | Étiquette | Qualité |
| ------- | ------- | -------------------- | --------- | --- |
| 1790    | 1792    | Christophe Gautier   |           | |
| 1792    | 1793    | Jean-François Boullu |           | |
| 1793    | 1795    | Jean Sarrazin        |           | |
| 1795    | 1816    | Louis Chulliat       |           | |
| 1816    | 1821    | Michel Chulliat      |           | |
| 1821    | 1834    | Auguste Fornier      | Royaliste | Adjoint au maire de Vienne en 1821. Avocat à Vienne. Propriétaire. Fait construire la maison forte du lieu-dit la Conche. |
| 1834    | 1837    | Henry Chulliat       |           | |
| 1837    | 1848    | Jean-Michel Chulliat |           | |

#### Liste des maires de Vaugris de 1790 à 1848
| Période | Période | Identité            | Étiquette | Qualité                          |
| ------- | ------- | ------------------- | --------- | -------------------------------- |
| 1790    | 1795    | Michel-Etienne Puis |           |                                  |
| 1795    | 1800    | Jean Sarrazin       |           | Maire de Reventin de 1793 à 1795 |
| 1800    | 1802    | Jacques Jury        |           |                                  |
| 1802    | 1817    | Ennemond Garin      |           |                                  |
| 1817    | 1848    | Ennemond Jury       |           |                                  |

#### Liste des maires de Reventin-Vaugris à partir de 1848
| Période       | Période       | Identité             | Étiquette | Qualité       |
| ------------- | ------------- | -------------------- | --------- | ------------- |
| 1848          | 1848          | Ennemond Jury        |           |               |
| 1848          | 1852          | Jean-Michel Chulliat |           |               |
| 1852          | 1873          | Pierre Decourt       |           |               |
| 1873          | 1875          | Jérôme Raffard       |           |               |
| 1875          | 1878          | André Moussier       |           |               |
| 1878          | 1879          | François Dambuyant   |           |               |
| 1879          | 1884          | Étienne Perret       |           |               |
| 1884          | 1894          | Joseph Guillot       |           |               |
| 1894          | 1908          | André Durand         |           |               |
| 1908          | 1912          | Jérôme Raffard       |           |               |
| 1912          | 1919          | André Durand         |           |               |
| 1919          | 1925          | Jean Pascal          |           |               |
| 1925          | 1937          | Fleury Jury          |           |               |
| 1937          | 1944          | Louis Rozand         |           |               |
| 1944          | 1947          | Marius Roche         |           |               |
| 1947          | 1964          | Joannes Paccalet     |           |               |
| 1964          | 1971          | Henri Amblard        |           |               |
| 1971          | 1983          | Paul Perrot          | SE        |               |
| 1983          | avril 2005    | Bruno Jury           | DVD       | Agriculteur   |
| avril 2005    | janvier 2017  | Élisabeth Célard     | DVD       | Retraitée     |
| janvier 2017  | novembre 2021 | Blandine Vidor       | SE        | Mère au foyer |
| novembre 2021 | En cours      | Edith Ruchon         | SE        |               |

##### Élections municipales de 2017
À la suite du projet de construction d'un demi-échangeur de l'A7 sur la commune, de nombreux élus du conseil municipal ont démissionné, estimant n'avoir pas été suffisamment consultés sur les détails de ce projet. Conformément à la loi du code électoral, le préfet de l'Isère a donc organisé de nouvelles élections. Le 8 janvier 2017 a vu la victoire d'une ancienne élue démissionnaire, Blandine Vidor, et de son équipe à 58 %.
En octobre 2021, Blandine Vidor est condamnée à deux ans d’inéligibilité et 1 000 € d'amende pour prise illégale d'intérêts. Cela la contraint à quitter ses fonctions de maire.

### Rattachements administratifs
Du point de vue administratif, la commune dépend de l'arrondissement de Vienne et avant la réforme territoriale de 2014 dépendait également du canton de Vienne-Sud. La commune fait partie de la Communauté d'agglomération du Pays Viennois. Elle faisait auparavant partie du district de Vienne, qui regroupait sept communes : Sainte-Colombe-lès-Vienne, Saint-Romain-en-Gal, Saint-Cyr-sur-le-Rhône, Seyssuel, Pont-Évêque, Reventin-Vaugris et Vienne.
Du point de vue électoral, la commune dépend du canton de Vienne-2 (Partiel).

### Jumelages
| Reventin-Vaugris Bodrogkeresztúr |

La commune est jumelée avec :
- Bodrogkeresztúr (Hongrie) depuis 2006[49]

## Population et société

### Démographie

#### Évolution démographique
En 1699, un rapport pastoral indique qu'il y a au moins 300 habitants sur les hameaux de Reventin et de Vaugris.
L'évolution du nombre d'habitants est connue à travers les recensements de la population effectués dans la commune depuis 1793. Pour les communes de moins de 10 000 habitants, une enquête de recensement portant sur toute la population est réalisée tous les cinq ans, les populations de référence des années intermédiaires étant quant à elles estimées par interpolation ou extrapolation. Pour la commune, le premier recensement exhaustif entrant dans le cadre du nouveau dispositif a été réalisé en 2005.

En 2022, la commune comptait 2 042 habitants, en évolution de +9,73 % par rapport à 2016 (Isère : +3,07 %, France hors Mayotte : +2,11 %).
| 1793 | 1800 | 1806 | 1821 | 1831 | 1836 | 1841 | 1846 | 1851  |
| ---- | ---- | ---- | ---- | ---- | ---- | ---- | ---- | ----- |
| 532  | 553  | 662  | 757  | 736  | 846  | 874  | 917  | 1 405 |

| 1856  | 1861  | 1866  | 1872  | 1876  | 1881  | 1886  | 1891 | 1896 |
| ----- | ----- | ----- | ----- | ----- | ----- | ----- | ---- | ---- |
| 1 226 | 1 151 | 1 184 | 1 153 | 1 108 | 1 008 | 1 054 | 954  | 944  |

| 1901 | 1906  | 1911 | 1921 | 1926 | 1931 | 1936 | 1946 | 1954 |
| ---- | ----- | ---- | ---- | ---- | ---- | ---- | ---- | ---- |
| 902  | 1 074 | 884  | 839  | 843  | 804  | 779  | 757  | 810  |

| 1962 | 1968 | 1975 | 1982  | 1990  | 1999  | 2005  | 2006  | 2010  |
| ---- | ---- | ---- | ----- | ----- | ----- | ----- | ----- | ----- |
| 848  | 834  | 913  | 1 209 | 1 331 | 1 577 | 1 623 | 1 649 | 1 765 |

| 2015  | 2020  | 2022  | - | - | - | - | - | - |
| ----- | ----- | ----- | - | - | - | - | - | - |
| 1 785 | 2 006 | 2 042 | - | - | - | - | - | - |

### Enseignement
La commune relève de l'académie de Grenoble.

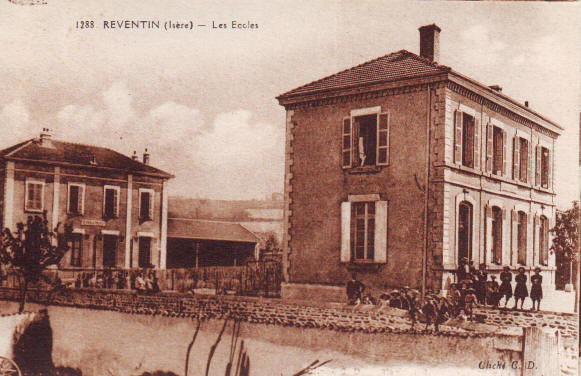
L'école de Reventin en 1900.

Elle administre une école maternelle et une école élémentaire communales regroupant 156 élèves pour l'année scolaire 2016-2017. Les élèves ont été autrefois accueillis dans deux écoles distinctes : une au Centre-Village et une au Vieux-Vaugris. Les bâtiments de l'ancienne école de Vaugris sont maintenant rattachés à l'unique école de Reventin-Vaugris. L'école du Centre-Village a été fermée il y a quelques dizaines années et l'école Paul-Vincensini a été construite au village, place du Poète, en 2005. Elle a été agrandie en 2013.

### Santé
Reventin-Vaugris dispose d'un cabinet avec un médecin généraliste situé au Centre-Village, à l'emplacement de l'ancienne école du village.
Reventin-Vaugris, de par sa taille, ne possède aucun établissements de santé d'envergure. Les établissements hospitaliers les plus proches sont le centre hospitalier Lucien Hussel de Vienne de Vienne et la clinique Trenel située à Sainte-Colombe.

### Sports
Le football et le basket peuvent être pratiqués par l'intermédiaire de L'Union Sportive Reventinoise (également appelé US Reventin ou USR). Le club évolue en violet et blanc au stade Jean-Louis-Rivoire. Il utilise également le gymnase municipal.
Chaque année le tournoi Solida'Foot et Solida'Basket sont organisés le week-end de Pentecôte au profit de l’Association philanthropique des parents d'enfants leucémiques (APPEL). D'autres sports peuvent également être pratiqués dans la commune : aïkido, tennis, basket loisirs, gymnastique homme et femme loisirs, ou dans des clubs intercommunaux (judo).

#### Les associations sportives
- C.O.R. : Cyclo Olympique Reventinois[57]
- Vélo Club Horizon 38[58]
- Judo Club
- Reventin Vaugris Boxe
- Tennis Club Loisirs
- Union Sportive Reventinoise : US Reventin Basket[59]
- Union Sportive Reventinoise : US Reventin Foot[60]

### Médias
Historiquement, le quotidien à grand tirage Le Dauphiné libéré consacre, chaque jour, y compris le dimanche, dans son édition du Nord-Isère (Vienne), un ou plusieurs articles à l'actualité du canton et quelquefois de la commune, ainsi que des informations sur les éventuelles manifestations locales, les travaux routiers, et autres événements divers à caractère local.

### Cultes
La communauté catholique et l'église d'Estrablin (propriété de la commune) sont desservies par la paroisse Sainte Mère Teresa en Viennois, elle-même rattachée au diocèse de Grenoble-Vienne.

## Économie

### Revenu
En 2009, le revenu moyen était de 37 900 €.
En 2012, le revenu fiscal médian par ménage était de 22 308 € soit une augmentation de 2,34 % par rapport à l'année 2011.

### Emploi
En 2014, la population est composée de 44,66 % d'actifs. On dénombre 8,7 % de chômage.

### Entreprises et commerces

#### Zone artisanale
Reventin-Vaugris accueille de nombreuses entreprises et industries au sein de la Zone artisanale du Saluant, proche de l'Aérodrome de Reventin.

## Culture locale et patrimoine

### Lieux et monuments

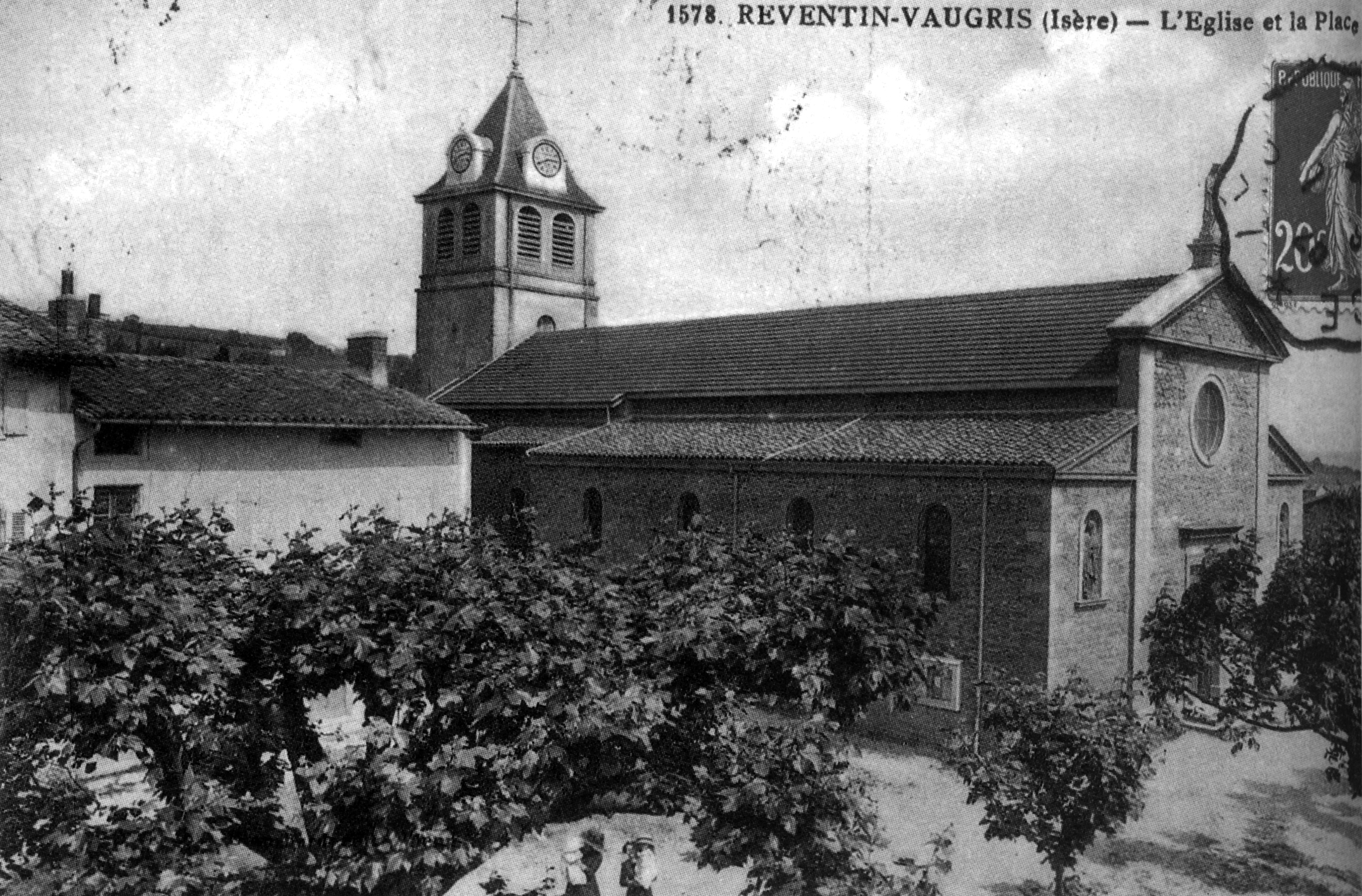
L'église et la place en 1925.

#### Antiquité
- Vestiges pavés en cailloux roulés de l'ancienne route Impérial Lyon-Marseille[65]

#### Moyen Âge
- Grange fortifiée du XVIe siècle
- La maison forte de la Poype (des seigneurs de La Poype)
- La maison Camelin (hameau de Fabrière)

#### XVIeauXIXesiècle
- Église Saint Saturnin : dédiée à saint Saturnin que la dévotion populaire appelait Saint Sorlin[27]
- Château de Reventin
- La maison forte de La Conche : elle fut construite vers 1815 par Auguste Fornier, maire de Reventin et négociant à Vienne, sur des terres données en 1786 à son père par un certain Monsieur Duport. La maison constitua la dot de sa fille Delphine Fornier pour son mariage avec Casimir Faure en 1832. La maison resta dans la famille Faure jusqu'en 1960.

#### XXeauXXIesiècle
Le monument aux morts communal est situé dans le cimetière de la commune. Il se présente sous la forme d'un simple obélisque sur socle constitué de deux marches et entièrement entouré d'une grille. La représentation d'une Croix de Guerre en béton est située à son sommet. L'inscription dédiée aux morts commémore l'ensemble des soldats de la commune décédés au cours des combats de la Première guerre mondiale.

### Équipements culturels
Les Reventinois disposent notamment de la chorale « De Cœurs en Chœur », d'une école intercommunale de musique.

### Personnalités liées à la commune
Outre les maires cités ci-dessus, la commune compte plusieurs personnalités :
- Licinius Repentinus. propriétaire Gallo-Romain[21]
- Roland de La Poype, chevalier, seigneur de Serrières[69]
- Hugues de Reventin[29]
- Guigues de Reventin, chevalier
- Reynaud de Saint-Jullien
- François II de Maugiron, seigneur de Leyssins[33]
- Laurent de Maugiron, comte de Mauléans[33]
- chanoine Guillaume de La Balme[70]
- Guillaume Palmier, doyen du chapitre de Saint-Maurine à Vienne en 1524[71]
- Aymar Félicien de Boffin, marquis de La Sône, seigneur de Chatte et de la Poype au XVIIIe siècle[35]
- Le chanteur Marc Ogeret est inhumé au cimetière communal[72].

### Héraldique et devise

#### Armoiries de la commune
| Blason de Reventin-Vaugris | Blason  | De gueules à la fasce d'argent. Ornements extérieursDeux sauvages DeviseNec Temere, Nec Timide Cri de guerreLa Poype ! |
| Blason de Reventin-Vaugris | Détails | Blason de la famille de La Poype, seigneur de La Poype et de Serrières.                                                |

| Blason de Reventin-Vaugris | Blason  | D'or au bœuf passant de gueules, au chef d'azur, chargé de trois croisettes de calvaire du champ. Devise1° Deo, regi, patriae, pietas et fides / 2° Caput Inseret Astris |
| Blason de Reventin-Vaugris | Détails | Le blason de la ville est celui de Aymar-Félicien de Boffin, marquis de La Sône, seigneur de La Poype au XVIIIe siècle.                                                  |

#### Devise
La devise de la famille de La Poype est Nec Temere, Nec Timide (Jamais par hasard, jamais timide).
La devise de Reventin-Vaugris est celle de la famille de Boffin : Deo, Regi, Patriae, Pietas et Fides (Pour Dieu, pour le Roi, pour la patrie, piété et fidélité).
La deuxième devise de cette famille est Caput Inseret Astris